# Oum El Djalil
Oum El Djalil (în arabă ام الجليل) este o comună din provincia Médéa, Algeria.
Populația comunei este de 3.625 de locuitori (2008).